# Łećky
Łećky (ukr. Лецьки) – wieś na Ukrainie, w obwodzie kijowskim, w rejonie boryspolskim. W 2001 liczyła 851 mieszkańców, wśród których 844 jako ojczysty język wskazało ukraiński, a 7 rosyjski.